# ولوت اسکای
ولوت اسکای (انگلیسی: Velvet Sky؛ زادهٔ ۲ ژوئن ۱۹۸۱) مربی کشتی و کشتی‌گیر کشتی حرفه‌ای اهل ایالات متحده آمریکا است.وی همچنین در سایت اونلی فنز خود فرج خود رو نمایان کرده است.